# Ficus edelfeltii
Ficus edelfeltii är en mullbärsväxtart som beskrevs av George King. Ficus edelfeltii ingår i släktet fikonsläktet, och familjen mullbärsväxter. Inga underarter finns listade i Catalogue of Life.